# Niederholzhausen

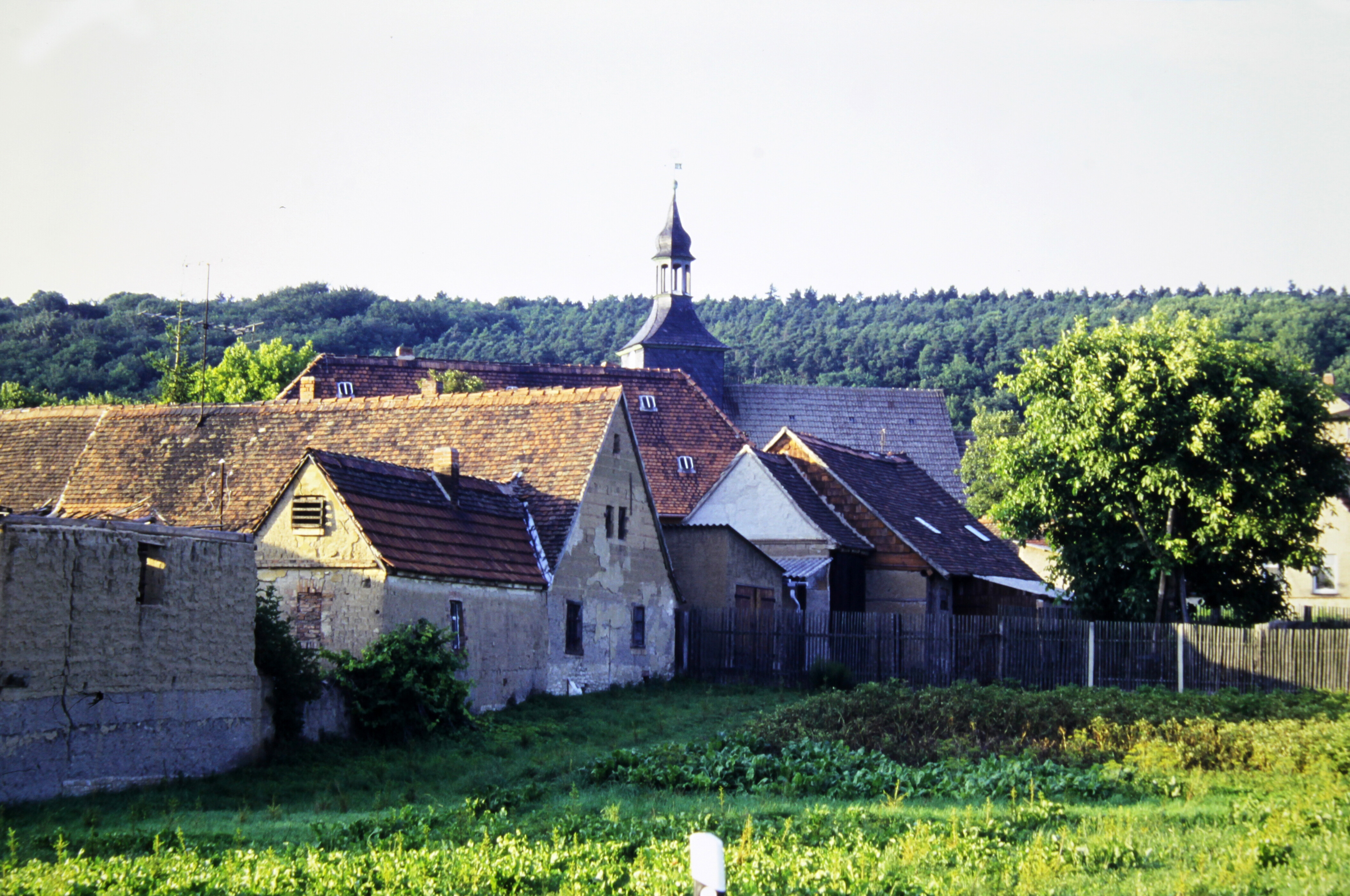
Niederholzhausen (1997)

Niederholzhausen ist ein Ortsteil der Stadt Eckartsberga in Sachsen-Anhalt. Vor deren Eingemeindung am 1. Juli 2009 gehörte Niederholzhausen zur Gemeinde Burgholzhausen.

## Lage
Niederholzhausen liegt an der Landesstraße 210, die Eckartsberga mit  Niederholzhausen und Burgholzhausen verbindet.

## Geschichte
Das Dorf wurde als Platzdorf angelegt, wobei Mehrseitenhöfe mit ihren oft giebelständigen Wohnhäusern den meist freien Platz umsäumen. 
Im Ort existierte eine romanische Kirche, die im Dreißigjährigen Krieg zerstört wurde. Sie wurde zwischen 1653 und 1656 wieder aufgebaut. Erhalten geblieben waren vom Vorgängerbau der Kirche jedoch der Triumphbogen sowie die Renaissancekanzel aus Stein, die auf einer gedrehten Säule ruht und inschriftlich 1576 entstand.
Die aus der Gründungszeit des Dorfes stammende Dorfanlage blieb weitestgehend unverändert erhalten.
Im Ersten Weltkrieg hatte Niederholzhausen 13 Gefallene zu beklagen. Ihrer wird mit einem Denkmal in der Nähe des Ortseingangs gedacht.

## Persönlichkeiten

### Söhne und Töchter des Ortes
- Johann Adam Kriependorf (ab 1802 Krippendorf), (1764–1835), Berufssoldat, Landwirt, Fleischer
- Klaus Erich Agthe (* 1930), Geschäftsmann und Autor